# Суф'ян Рахімі
Суф'ян Рахімі (араб. Soufiane Rahimi, нар. 2 червня 1996, Касабланка) — марокканський футболіст, нападник еміратського клубу «Аль-Айн» та національної збірної Марокко.

## Клубна кар'єра
Народився 2 червня 1996 року в місті Касабланка. Вихованець футбольної школи клубу «Раджа» (Касабланка).
У дорослому футболі дебютував 2017 року виступами на умовах оренд за команду «Етуаль де Касабланка», а за рік вже дебютував у складі головної команди «Раджі», де провів три сезони і був основним гравцем атакувальної ланки команди.
У серпні 2021 року за 2,8 мільйони доларів  перейшов до еміратського «Аль-Айна».

## Виступи за збірну
2021 року дебютував в офіційних матчах у складі національної збірної Марокко в рамках Чемпіонату африканських націй 2020, що прооходив у січні 2021. Допоміг команді стати переможцем турніру, а сам нападник із п'ятьма забитими голами став його найкращим бомбардиром.
Згодом був учасником Кубку арабських націй 2021, а на початку 2022 року взяв участь у двох іграх Кубка африканських націй 2021 в Камеруні.
| Дата       | Місто     | Господарі  | Результат               | Гості             | Турнір                                             | Голи | Примітки |
| ---------- | --------- | ---------- | ----------------------- | ----------------- | -------------------------------------------------- | ---- | -------- |
| 18-1-2021  | Дуала     | Марокко    | 1 – 0                   | Того              | Чемпіонат африканських націй 2020 - 1-й етап       | -    | 85'      |
| 22-1-2021  | Дуала     | Марокко    | 0 – 0                   | Руанда            | Чемпіонат африканських націй 2020 - 1-й етап       | -    | 88'      |
| 26-1-2021  | Дуала     | Уганда     | 2 – 5                   | Марокко           | Чемпіонат африканських націй 2020 - 1-й етап       | 2    |          |
| 31-1-2021  | Дуала     | Марокко    | 3 – 1                   | Замбія            | Чемпіонат африканських націй 2020 - чвертьфінал    | 1    | 73'      |
| 3-2-2021   | Лімбе     | Камерун    | 0 – 4                   | Марокко           | Чемпіонат африканських націй 2020 - півфінал       | 2    | 86'      |
| 7-2-2021   | Яунде     | Малі       | 0 – 2                   | Марокко           | Чемпіонат африканських націй 2020 - Фінал          | -    |          |
| 26-3-2021  | Нуакшот   | Мавританія | 0 – 0                   | Марокко           | Відбір до Кубка африканських націй 2021            | -    | 88'      |
| 12-6-2021  | Рабат     | Марокко    | 1 – 0                   | Буркіна-Фасо      | товариський матч                                   | -    | 61'      |
| 1-12-2021  | Ель-Вакра | Марокко    | 4 – 0                   | Палестина         | Кубок арабських націй з футболу 2021 - 1-й етап    | -    | 72'      |
| 4-12-2021  | Ер-Райян  | Йорданія   | 0 – 4                   | Марокко           | Кубок арабських націй з футболу 2021 - 1-й етап    | 1    | 61'      |
| 7-12-2021  | Доха      | Марокко    | 1 – 0                   | Саудівська Аравія | Кубок арабських націй з футболу 2021 - 1-й етап    | -    |          |
| 12-12-2021 | Доха      | Марокко    | 2 – 2 д.ч. (5 – 7 п.п.) | Алжир             | Кубок арабських націй з футболу 2021 - чвертьфінал | -    | 61'      |
| 10-1-2022  | Яунде     | Марокко    | 1 – 0                   | Гана              | Кубок африканських націй 2021 - 1-й етап           | -    | 90'      |
| 30-1-2022  | Яунде     | Єгипет     | 2 – 1 д.ч.              | Марокко           | Кубок африканських націй 2021 - чвертьфінал        | -    | 66'      |
| Усього     |           | Матчів     | 14                      |                   | Голів                                              | 6    |          |

## Титули і досягнення
- Чемпіон Марокко (1):

«Раджа»: 2019-20
- Чемпіон ОАЕ (1):

«Аль-Айн»: 2021-22
- Володар Кубка Ліги ОАЕ (1):

«Аль-Айн»: 2021-22
Збірні
- Переможець Чемпіонату африканських націй: 2020
- Найкращий гравець чемпіонату Марокко (1):

2020
- Найкращий гравець чемпіонату африканських націй (1):

2020
- Найкращий бомбардир чемпіонату африканських націй (1):

2020 (5 голів)